# جورج هوارد
جورج هوارد (بالإنجليزية: George Howard, 6th Earl of Carlisle )‏ (و. 1773 – 1848 م) هو سياسي، من المملكة المتحدة، كان عضوًا في الجمعية الملكية، توفي عن عمر يناهز 75 عاماً.

## مناصب
تولى منصب اللورد أمين الختم الكنيف ‏ (16 يوليو 1827–21 يناير 1828)، وعضو البرلمان في المملكة المتحدة ‏، وعضو مجلس الشعب في برلمان بريطانيا العظمى.

## التعليم
تعلم في كنيسة المسيح، أكسفورد، وكلية إيتون.